# Ministerio de Defensa (Brasil)
El Ministerio de Defensa (en portugués: Ministério da Defesa; MD) es el órgano del Gobierno Federal encargado de ejercer la dirección superior de las Fuerzas Armadas, constituidas por la Marina, por el Ejército de Tierra y por la Fuerza Aérea Brasileña, articulando las acciones que envuelvan estas instituciones, individualmente o en conjunto.
Una de sus principales tareas es el establecimiento de políticas conectadas a la defensa y a la seguridad del país, regidas por la ley complementaria n.º 97, de 9 de junio de 1999, y por el Decreto n.º 5.484, de 30 de junio de 2005, que aprobó la Política de Defensa Nacional (PDN).
Bajo su responsabilidad radican una vasta y diversificada gama de asuntos, algunos de gran sensibilidad y complejidad, como, por ejemplo, las operaciones militares; el presupuesto de defensa; política y estrategia militares; y el servicio militar. También puede intervenir directamente en la aviación civil en conjunto con la ANAC, cuando haya riesgo para la seguridad nacional, tal como ocurrió en la intervención durante la crisis del sector aéreo brasileño en 2006.

## Historia
Hasta 1999, las tres Fuerzas armadas se mantenían en ministerios independientes. La discusión sobre la creación de un Ministerio de Defensa unificado viene al menos desde mediados del siglo XX. La Constitución de 1946 ya preveía la creación de un Ministerio único para las Fuerzas armadas brasileñas, pero el proceso de integración de las fuerzas armadas solo dio lugar a una institución, el Estado Mayor de las Fuerzas Armadas (EMFA), en la época llamado de Estado Mayor General.

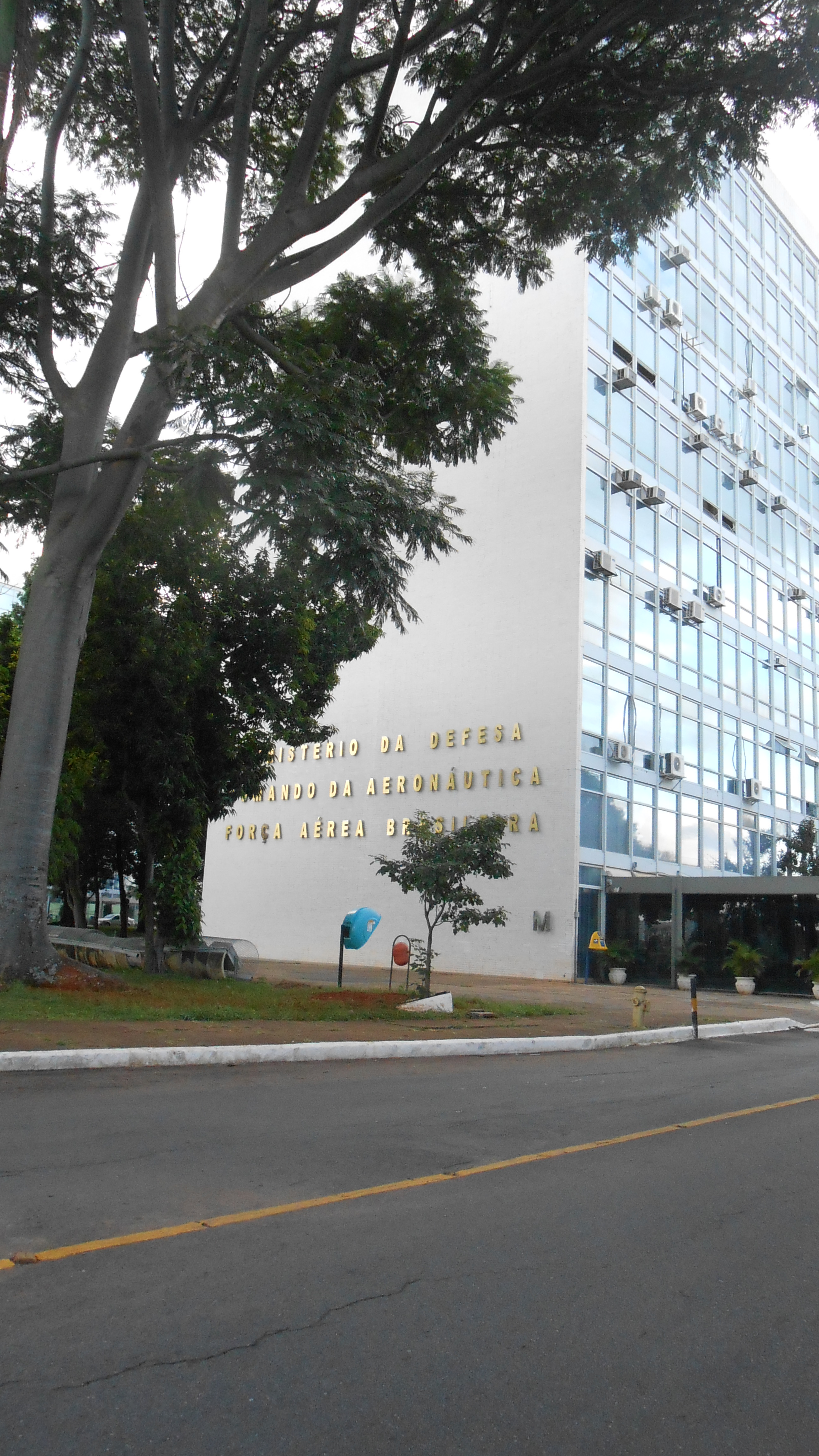
Sede del Ministerio de Defensa (Brasilia)

En 1967, el presidente, a la sazón el mariscal Castelo Branco, firmó el decreto-ley 200, que ordenaba la realización de estudios con vistas a la elaboración de un proyecto de ley de creación del Ministerio de las Fuerzas Armadas. Sin embargo, la propuesta no llegó a término, en gran medida debido a la resistencia de sectores reaccionarios.
Durante la Asamblea Nacional Constituyente de 1988 también hubo discusiones sobre la fusión de los ministerios relacionados con la Defensa, pero este debate tampoco prosperó.
Fue Fernando Henrique Cardoso, presidente electo en 1995, y que llevaba en su programa de gobierno la creación del Ministerio de Defensa, el que al fin lo puso en marcha. La idea era optimizar el sistema de defensa nacional, formalizar una política de defensa sostenible e integrar las tres Fuerzas, racionalizando sus diversas actividades. Un grupo de trabajo interministerial definió las directrices para la implantación del Ministerio. El 1 de enero de 1999, ya en su segundo mandato, Fernando Henrique Cardoso nombró al senador Élcio Álvares ministro extraordinario de Defensa. El senador fue el responsable por la implantación efectiva del órgano, de manera similar a los países que ya habían realizado este tipo de transformación de las Fuerzas armadas, como los Estados Unidos y la mayor parte de los países de Europa.
El Ministerio de Defensa fue creado oficialmente el 10 de junio de 1999, a través de la ley complementaria n.º 97 de 1999, sustituyendo los antiguos ministerios de la Marina, del Ejército y de la Aeronáutica, que fueron transformados en Mandos del Ministerio de Defensa. El Estado Mayor de las Fuerzas Armadas fue extinto en la misma fecha. La centralización administrativa de las Fuerzas armadas en un único Ministerio permitía la realización de compras unificadas de equipamientos de uso común para las fuerzas singulares y ampliaba la integración, la sinergia y la interoperabilidad (de equipamientos y de procedimientos) entre las fuerzas singulares.
En 2010, durante el gobierno del presidente Lula da Silva, fue creado el cargo de jefe del Estado Mayor Conjunto de las Fuerzas Armadas (EMCFA) en la estructura jerárquica del Ministerio de Defensa, siendo el cargo ocupado por un comandante elegido por el ministro de Defensa y nombrado por el presidente de la República. Conforme dicta la nueva ley, el EMCFA pasa a ser un órgano de asesoramiento permanente del ministro de Defensa, teniendo como jefe un general de máximo rango, ya sea en activo o de la reserva, y disponiendo de un comité integrado por los jefes de Estado Mayor de las tres Fuerzas, bajo la coordinación del jefe del EMCFA. El general del Ejército José Carlos de Nardi tomó posesión como el primer jefe del EMCFA, el 6 de septiembre de 2010.
La misma ley LC n.º 136/2010 determina que el ministro de Defensa es responsable de la elaboración del Libro Blanco de la Defensa Nacional, que será elaborado cada cuatro años, a partir de 2012, con base en la Estrategia Nacional de Defensa y en las discusiones y debates entre los integrantes de las Fuerzas armadas y diferentes sectores de la sociedad brasileña, el medio académico, científicos y políticos. En 2012, conforme la determinación de la LC n.º 136/2010, se redactó la primera edición del Libro Blanco de Defensa Nacional.

## Ministros de Defensa
| N.º | Nombre                            | Inicio                 | Fin                     | Presidente                |
| --- | --------------------------------- | ---------------------- | ----------------------- | ------------------------- |
| 1   | Élcio Álvares                     | 10 de junio de 1999    | 24 de enero de 2000     | Fernando Henrique Cardoso |
| 2   | Geraldo Magela da Cruz Quintão    | 24 de enero de 2000    | 1 de enero de 2003      | Fernando Henrique Cardoso |
| 3   | José Viegas Filho                 | 1 de enero de 2003     | 8 de noviembre de 2004  | Luiz Inácio Lula da Silva |
| 4   | José Alencar                      | 8 de noviembre de 2004 | 31 de marzo de 2006     | Luiz Inácio Lula da Silva |
| 5   | Waldir Pires                      | 31 de marzo de 2006    | 25 de junio de 2007     | Luiz Inácio Lula da Silva |
| 6   | Nelson Jobim                      | 25 de junio de 2007    | 31 de diciembre de 2010 | Luiz Inácio Lula da Silva |
| 6   | Nelson Jobim                      | 1 de enero de 2011     | 4 de agosto de 2011     | Dilma Rousseff            |
| 7   | Celso Amorim                      | 4 de agosto de 2011    | 1 de enero de 2015      | Dilma Rousseff            |
| 8   | Jaques Wagner                     | 1 de enero de 2015     | 2 de octubre de 2015    | Dilma Rousseff            |
| 9   | Aldo Rebelo                       | 2 de octubre de 2015   | 12 de mayo de 2016      | Dilma Rousseff            |
| 10  | Raul Jungmann                     | 12 de mayo de 2016     | 26 de febrero de 2018   | Michel Temer              |
| 11  | Joaquim Silva e Luna              | 26 de febrero de 2018  | 1 de enero de 2019      | Michel Temer              |
| 12  | Fernando Azevedo e Silva          | 1 de enero de 2019     | 29 de marzo de 2021     | Jair Bolsonaro            |
| 13  | Walter Souza Braga Netto          | 30 de marzo de 2021    | 1 de abril de 2022      | Jair Bolsonaro            |
| 14  | Paulo Sérgio Nogueira de Oliveira | 1 de abril de 2022     | en el cargo             | Jair Bolsonaro            |

## Órgano vinculados y subordinados
- Empresa Brasileña de Infraestructura Aeroportuária (Infraero)
- Representación de Brasil en la Junta Interamericana de Defensa (RBJID)
- Hospital de las Fuerzas Armadas (HFA)
- Escuela Superior de Guerra (ESG)
- Agencia Nacional de Aviación Civil (ANAC), autarquía especial vinculada, pero administrativamente independiente